# Johannes Hevelius
Johannes Hevelius (alemany: Johannes Höwelcke)  (Gdańsk, 28 de gener de 1611 - Gdańsk, 28 de gener de 1687) fou un astrònom polonès. Ha estat anomenat el pare de la topografia lunar.

## Biografia
Hevelius va néixer a Danzig (avui Gdańsk), una ciutat de la Confederació de Polònia i Lituània (actualment Polònia); fill d'una família de comerciants acomodats d'origen txec-alemany. Va estudiar a l'institut de Danzig, excepte uns anys que els seus pares el van enviar a la petita població de Gondeltsch (actual Gądecz, Polònia) per a que tingués fluïdesa en parlar polonès. El seu professor de matemàtiques a l'institut, Peter Crüger, li va infondre la passió per l'astronomia.
El 1630, va anar a la universitat de Leiden perestudiar dret a Leiden i, acontinuació, va viatjar per Anglaterra i França, contactant amb els astrònoms més coneguts amb els quals va mantenir una correspondència constant tota la seva vida, fins que el 1634 va establir-se al seu poble natal, on va incorporar-se a la cerveseria familiar i, a partir de 1641, va ser regidor municipal. Des de 1639, el seu interès es va centrar més en l'astronomia, a la que dedicava tot el temps que tenia disponible, ja que la seva dona, Caterina Rebeschke, sèncarregava de bona part de la tasca administrativa de l'empresa familiar.
El 1662 va morir la seva esposa i l'any següent es va casar en segones núpcies, amb Elisabeth Koopman Hevelius, trenta-sis anys més jove que ell i també ineteressada en l'astronomia. El 1641 s'havia construït un observatori, que va anomenar Stella Burgum (Ciutat de les estrelles), en la seva pròpia residència, que va arribar a incloure un telescopi obert de 150 peus (45.72 m) de longitud focal construït per ell mateix. Aquest observatori va ser visitat pel rei Joan II de Polònia i la seva esposa, la reina María Lluïsa Gonzaga, el 29 de gener de 1660.
Elisabeth i Johannes Hevelius van treballar-hi junts, portant a terme observacions de les taques solars (1653-1679), van dedicar quatre anys a cartografiar la superfície de la Lluna, van descobrir la libració lunar, publicant les seves troballes en el llibre Selenographia (1647). Ell i la seva dona són considerats el pare i mare de la topografia lunar. D'altra banda, van descobrir quatre cometes (1652, 1661, 1672 i 1677), i van suggerir que els mateixos viatjaven en òrbites parabòliques al voltant del Sol. Van elaborar un catàleg d'estrelles a la manera de Tycho Brahe, visualment, arribant a tabular la posició exacta de 1564 d'elles. Més tard aquest catàleg ocasionaria un incident amb altres membres de la Royal Society britànica, qui van haver d'enviar a Edmond Halley al seu observatori per a comprovar els seus mètodes de treball.
El 1673 va publicar el primer volum del seu tractat Machina Coelestis, en el qual desscribia amb croquis i dibuixos molt precisos els instruments astronòmics de la seva pròpia construcció. El segon volum es va perdre en l'incendi del qual es parla a continuació.
El 26 de setembre de 1679, el seu observatori i instruments astronòmics van ser destruïts per un foc suposadament malintencionat, segons el que Hevelius va descriure en el prefaci al seu treball de 1685, Annus climactericus. No obstant això, el matrimoni es va esforçar per reconstruir gran part de les instal·lacions, amb la qual cosa van assolir observar el gran estel de desembre de 1680. Johannes va morir el 28 de gener de 1687, (any en què van descobrir la constel·lació, hui en desús, de Triangulum Minor) i la seva esposa va continuar les seves investigacions sobre astronomia, publicant de forma pòstuma els seus tractats Uranografia sive Firmamentum sobiecanum (1690) i Prodromus astronomiae (1690).